# گراسیم پانوسیان
گراسیم هاروتیونی پانوسیان (ارمنی: Գերասիմ Հարությունի Փանոսյան؛  زادهٔ ۲۰ ژوئیهٔ ۱۹۳۰) یک زیست‌شناس و زیست‌فیزیکدان اهل ارمنستان است.

## زندگی‌نامه
در ۲۰ ژوئیهٔ ۱۹۳۰ در مسکو به دنیا آمد و از دانشگاه دولتی ایروان (۱۹۵۳) فارغ‌التحصیل شد. هاروتیون پانوسیان پدر وی بود. وی در دانشگاه دولتی ایروان فعالیت می‌کرد.  وی همچنین برنده دانشمند شایسته ارمنستان شوروی (۱۹۸۱) شده است. 

## یادداشت
1. ↑  կենսաբանական գիտությունների դոկտոր